# Rhonda Fleming
Marilyn Louis (Hollywood, California, 10 de agosto de 1923-Santa Mónica, California, 14 de octubre de 2020), conocida artísticamente como Rhonda Fleming, fue una actriz de cine y televisión estadounidense. Fue apodada la «Reina del Technicolor» por lo bien que era fotografiada en ese medio.

## Biografía
Nacida en Hollywood, California con el nombre de Marilyn Louis, protagonizó más de cuarenta películas, la mayoría de ellas entre las décadas de 1940 y 1950. Su última aparición tuvo lugar en la película Waiting for the Wind (1990).
Después de interpretar algunos pequeños papeles, consiguió sus primeros papeles importantes en las películas Spellbound en 1945 (dirigida por Alfred Hitchcock y producida por David O. Selznick), y en el clásico del thriller The Spiral Staircase (La escalera de caracol) en 1946. Posteriormente protagonizó junto a Bing Crosby Un yanqui en la corte del rey Arturo (1949), película basada en el libro de Mark Twain. Desde que se retiró, se dedicó a las obras benéficas, especialmente en la cura del cáncer. En 1991 ella junto con su por entonces marido, el productor Ted Mann, crearon la Rhonda Fleming Mann Clinic For Women's Comprehensive Care en el centro clínico de la UCLA. Falleció en Santa Mónica, California el 14 de octubre de 2020 a los 97 años de edad.
Entre sus películas más conocidas están: Mientras Nueva York duerme (1956), Duelo de titanes (1957) y El gran circo (1959). En 1953, protagonizó la película La serpiente del Nilo, convirtiéndose en una de las actrices que a lo largo de su carrera ha interpretado el papel de Cleopatra.

## Filmografía
| Año  | Título                                      | Personaje                   |
| ---- | ------------------------------------------- | --------------------------- |
| 1943 | In Old Oklahoma                             | Bailarina                   |
| 1944 | Since You Went Away                         | Bailarina                   |
| 1944 | When Strangers Marry                        |                             |
| 1945 | Spellbound                                  | Mary Carmichael             |
| 1945 | The Spiral Staircase                        | Blanche                     |
| 1946 | Abilene Town                                | Sherry Balder               |
| 1947 | Adventure Island                            | Faith Wishart               |
| 1947 | Out of the Past                             | Meta Carson                 |
| 1949 | A Connecticut Yankee in King Arthur's Court | Alisande La Carteloise      |
| 1949 | The Great Lover                             | Duquesa Alexandria          |
| 1950 | The Eagle and the Hawk                      | Mrs. Madeline Danzeeger     |
| 1951 | Cry Danger                                  | Nancy Morgan                |
| 1951 | The Redhead and the Cowboy                  | Candace Bronson             |
| 1951 | The Last Outpost                            | Julie McQuade               |
| 1951 | Little Egypt                                | Izora                       |
| 1951 | Crosswinds                                  | Katherine Shelley           |
| 1952 | Hong Kong                                   | Victoria Evans              |
| 1952 | The Golden Hawk                             | Captain Rouge               |
| 1953 | Tropic Zone                                 | Flanders White              |
| 1953 | Serpent of the Nile                         | Cleopatra                   |
| 1953 | Pony Express                                | Evelyn Hastings             |
| 1953 | Inferno                                     | Geraldine Carson            |
| 1953 | Those Redheads From Seattle                 | Kathie Edmonds              |
| 1954 | Jivaro                                      | Alice Parker                |
| 1954 | Yankee Pasha                                | Roxana Reil                 |
| 1955 | Queen of Babylon                            | Semíramis                   |
| 1955 | Tennessee's Partner                         | Elizabeth "Duchess" Farnham |
| 1956 | Slightly Scarlet                            | June Lyons                  |
| 1956 | The Killer Is Loose                         | Lila Wagner                 |
| 1956 | While the City Sleeps                       | Dorothy Kyne                |
| 1956 | Odongo                                      | Pamela Muir                 |
| 1957 | Gunfight at the O.K. Corral                 | Laura Denbow                |
| 1957 | The Buster Keaton Story                     | Peggy Courtney              |
| 1957 | Gun Glory                                   | Jo                          |
| 1958 | Bullwhip                                    | Cheyenne                    |
| 1958 | Home Before Dark                            | Joan Carlisle               |
| 1959 | Alias Jesse James                           | Cora Lee Collins            |
| 1959 | The Big Circus                              | Helen Harrison              |
| 1960 | The Revolt of the Slaves                    | Fabiola                     |
| 1960 | The Crowded Sky                             | Cheryl "Charro" Heath       |
| 1964 | Pão de Açúcar                               | Pamela Jones DeSantis       |
| 1964 | The Patsy                                   | Herself                     |
| 1965 | Run for Your Wife                           | Nyta                        |
| 1976 | Won Ton Ton, the Dog Who Saved Hollywood    | Rhoda Flaming               |
| 1980 | The Nude Bomb                               | Edith Von Secondberg        |
| 1990 | Waiting for the Wind                        |                             |

## Series
- El Virginiano: We've Lost a Train (Capítulo 30, temporada 3, 1964)
- La mujer policía (1974)
- Kung Fu: Emboscada (capítulo 20, temporada 3, 1975)